# Nhịp thơ
Trong thơ ca, Nhịp là cấu trúc tiết tấu cơ bản của một bài thơ hay các dòng trong một bài thơ. Nhiều hình thức truyền thống thơ ca yêu cầu một Nhịp thơ đặc biệt, hay một tập hợp cụ thể về các Nhịp được sử dụng theo một thứ tự cụ thể. Việc nghiên cứu, sử dụng Nhịp và hình thức trong nghệ thuật thi ca đều được biết như là phép làm thơ. (Trong ngôn ngữ, "Phép làm thơ" được dùng trong cách hiểu thông thường bao gồm không chỉ vấn đề Nhịp thơ mà còn ở khía cạnh tiết tấu của văn xuôi, dù là thể bác học hay thể dân gian, điều này là vô cùng đa dạng trong nền thơ văn giữa các nước và đôi khi giữa các dòng Thơ ca khác nhau).

## Đặc điểm
Sự phân loại các yếu tố chính có thể được xác định khi phân loại Thơ và Nhịp của nó.

### Chất lượng và số lượng Nhịp Thơ
Nhịp của hầu hết các bài Thơ ở phương Tây và một số nơi khác dựa trên cấu trúc của các âm tiết trong các hình thức Thơ cụ thể. Nhịp thơ phổ biến trong Thơ ca Anh được gọi là Nhịp thơ chất lượng, với những âm tiết được nhấn  tại các quãng  thường xuyên (Ví dụ: Trong Nhịp 5 iambic, thường mọi âm tiết đều được tính). Nhiều nước sử dụng ngôn ngữ Romance dùng sơ cấu (scheme) giống nhau ngoại trừ việc vị trí của một âm tiết nhấn cụ thể (ví dụ âm cuối cùng) cần được cố định. Nhịp của Thơ ca cổ điển Đức về ngôn ngữ như ngôn ngữ miền Bắc nước Đức và tiếng anh cổ về cơ bản là khác nhau, nhưng vẫn duy trì cấu trúc nhấn.
Một vài ngôn ngữ cổ điển, trái lại, sử dụng một sơ cấu khác được biết như "Nhịp thơ số lượng"("quantitative metre"), với cấu trúc dựa trên độ dày của âm tiết(syllable weight) hơn là khái niệm nhấn. Trong nhịp 6 của anh hùng ca (Dactylic hexameter "heroic hexameter" hay "the meter of epic") trong Thơ ca cổ điển La tin và hy lạp cổ Điển, ví dụ, mỗi 6 "cước" tạo thành dòng "dactyl" (dài-ngắn-ngắn) hay "spondee" (dài-dài): một "âm tiết dài" về cơ bản là một âm tiết được phát âm dài hơn so với âm tiết ngắn: đặc biệt, một âm tiết chứa một nguyên âm dài hay nhị trùng âm(diphthong) hay được theo sau bởi hai phụ âm. Cấu trúc nhấn trong các từ không làm thay đổi Nhịp của Thơ. Một vài ngôn ngữ cổ điển khác cũng dùng "Nhịp thơ số lượng", như tiếng Phạn và Arabic cổ (nhưng không được sử dụng trong Kinh Thánh Do Thái).
Cuối cùng, các ngôn ngữ không nhấn âm có ít hay không có sự khác nhau về độ dài của âm tiết, như là ngôn ngữ Anh và ngôn ngữ Trung, cấu tạo nên câu thơ chỉ từ số lượng các âm tiết. Hình thức Thơ phổ biến nhất tại Pháp là  "Alexandrine", với 12 âm tiết trong một câu thơ, và tại Trung Quốc với Thơ 5 chữ, là 5 âm tiết. Nhưng vì mỗi chữ Hán chỉ được phát âm với một âm tiết trong một giọng nhất định, Dòng Thơ cổ điển Trung Hoa cũng có nhiều quy luật chặt chẽ được đặt ra, như là luật cân đối hay phép đối ngẫu giữa các dòng.

### Cước
Trong Thơ ca truyền thống của nhiều nước phương Tây Nhịp của một bài thơ có thể được mô tả như một chuỗi cước, mỗi cước là một chuỗi đặc biệt của các loại âm tiết – như là sự phụ thuộc vào việc không nhấn/nhấn(quy tắc của Thơ Anh) hay dài/ngắn(hầu hết trong Thơ cổ của Latin và Thơ Hy Lạp).
"Iambic pentameter", một Nhịp phổ biến trong Thơ Anh, được dựa trên một chuỗi 5 cước iambic hay iambs, mỗi cước chứa một âm tiết không nhấn(ở đây kí hiệu là "x" trên âm tiết) được theo sau bởi một âm tiết nhấn(ở đây kí hiệu là "/" trên âm tiết) – "da-Dum" = "x /":
```

```

Cách tiếp cận để phân tích và phân loại Nhịp thơ này bắt nguồn từ những nghệ sĩ bi kịch và nhà thơ Hy Lạp cổ đại như Homer, Pindar, Hesiod, và Sappho.
Tuy nhiên một vài Nhịp có một Tiết tấu thông dụng với những dòng mà rất khó mô tả nếu sử dụng cước. Điều này thể hiện trong Thơ Sanskrit; xem thêm về cước Vedic và cước Sanskrit. (Mặc dù thể thơ này đôi khi cũng sử dụng cước trong thực tế, "một cước" này dài hơn hay ít hơn một câu). Điều này cũng xuất hiện trong Nhịp của các thể loại Thơ phương Tây, như là câu thơ 14 âm tiết(hendecasyllable) sở trường của Catullus và Martial, những câu thơ này có thể được mô tả như sau::
x x — ∪ ∪ — ∪ — ∪ — —
(với "-": dài; "∪": ngắn; và "x x": có hiểu theo nhiều cách như "-∪" hay "— —" hay "∪ —")

#### Phân loại
| Foot type           | Style        | Stress pattern                     | Syllable count |
| ------------------- | ------------ | ---------------------------------- | -------------- |
| Iamb                | Iambic       | Unstressed + Stressed              | Two            |
| Trochee             | Trochaic     | Stressed + Unstressed              | Two            |
| Spondee             | Spondaic     | Stressed + Stressed                | Two            |
| Anapest or anapaest | Anapestic    | Unstressed + Unstressed + Stressed | Three          |
| Dactyl              | Dactylic     | Stressed + Unstressed + Unstressed | Three          |
| Amphibrach          | Amphibrachic | Unstressed + Stressed + Unstressed | Three          |
| Pyrrhic             | Pyrrhic      | Unstressed + Unstressed            | Two            |

Nếu dòng chỉ có một cước, nó được gọi là monometer; hai cước, dimeter; ba cước, trimeter; bốn cước là tetrameter; 5 cước là pentameter; 6 cước là hexameter, 7 cước là heptameter và 8 cước là octameter. Ví dụ, cước đó thuộc loại iambs, và nếu có 5 cước trong một dòng, thì nó được gọi là "iambic pentameter". Nếu cước là Dactyl và có 6 cước trong một dòng, thì nó được gọi là "dactylic hexameter".

### Điểm nghỉ
Đôi khi chúng ta sẽ dừng một cách tự nhiên tại giữa câu hơn là tại kết thúc của câu đó. Điều này được gọi là một điểm nghỉ. Ví dụ rõ ràng nhất cho điều này là bài Thơ "The Winter's Tale" của William Shakespeare; "điểm nghỉ" được kí hiệu bởi dấu '/': 

It is for you we speak, / not for ourselves: 
You are abused / and by some putter-on
 That will be damn'd for't; / would I knew the villain, I would land-damn him. / Be she honour-flaw'd,
 I have three daughters; / the eldest is eleven 

Trong Thơ ca Latin và Hy Lạp, một "điểm nghỉ" là một điểm dừng trong một cước được quy ước bởi một từ.
"Điểm nghỉ" cũng xuất hiện trong Nhịp thơ theo âm tiết của Thơ ca Pháp và Ba Lan, và thể "osmerac" (octosyllable) và"deseterac" (decasyllable) của những bài thơ dân gian Serbocroatian.

### Sự liên tục
Trái với "điểm nghỉ", sự liên tục là một cấu trúc chưa hoàn chỉnh tại cuối mỗi câu; ý nghĩa vẫn tiếp tục sang câu tiếp theo, không có dấu nghỉ. Cũng lấy ví dụ từ bài Thơ The Winter's Tale của Shakespeare:

I am not prone to weeping, as our sex Commonly are; the want of which vain dew Perchance shall dry your pities; but I have That honourable grief lodged here which burns Worse than tears drown.

### Sự đa dạng của Nhịp thơ
Những bài Thơ với một cấu trúc thông dụng về Nhịp thơ thường có rất ít dòng, điều này là đối nghịch với cấu trúc của Nhịp thơ. Một sự biến đổi thường dùng là sự đảo ngược một "cước", cái mà biến một  iamb ("da-DUM") thành một trochee ("DUM-da"). Một phương pháp biến đổi khác là một câu thơ "headless", nghĩa là bỏ đi âm tiết đầu trong "cước" đầu tiên. Tuy nhiên, có một cách biến đổi thứ 3 gọi là "catalexis", với việc cuối câu bị rút ngắn đi một cước hoặc hai cước hay một phần. Một ví dụ cụ thể của dạng này là tại cuối mỗi câu trong bài "Keats' 'La Belle Dame sans Merci'":

And on thy cheeks a fading rose (4 cước) Fast withereth too (2 cước) 

## Trong các ngôn ngữ khác nhau

### Sanskrit
Phép làm Thơ trong Thơ ca Sanskrit cổ đại có 3 loại.
1. Thơ âm tiết (akṣaravṛtta): Các Nhịp thơ phụ thuộc vào số lượng âm tiết trong một dòng, tùy chọn để sắp xếp các âm tiết nặng và nhẹ. Thể loại này có nguồn gốc từ hình thức văn phong Vệ Đà cổ đại, và có thể được tìm thấy trong các sử thi vĩ đại như "the Mahabharata" và "the Ramayana".
2. Thơ số lượng-âm tiết (varṇavṛtta): Nhịp thơ phụ thuộc vào số lượng âm tiết, nhưng cấu trúc âm tiết nặng – nhẹ được cố định.
3. Thơ số lượng (mātrāvṛtta): Nhịp thơ phụ thuộc vào độ dài, với mỗi câu thơ-dòng thơ cố định số lượng âm tiết(Tiếng Nhật: morae), thường được nhóm thành 1 cụm 4 âm.

Những tác phẩm mang chuẩn truyền thống về Nhịp thơ là tác phẩm "Chandaḥśāstra" của Pingala và "Vṛttaratnākara" của Kedāra. Những tác phẩm phức tạp nhất như là tác phẩm hiện đại của Patwardhan và Velankar chứa trên 600 nhịp. Đây là một tác phẩm lớn hơn gấp nhiều lần so với bất kì tác phẩm truyền thống nào.

### Hy Lạp và Latin

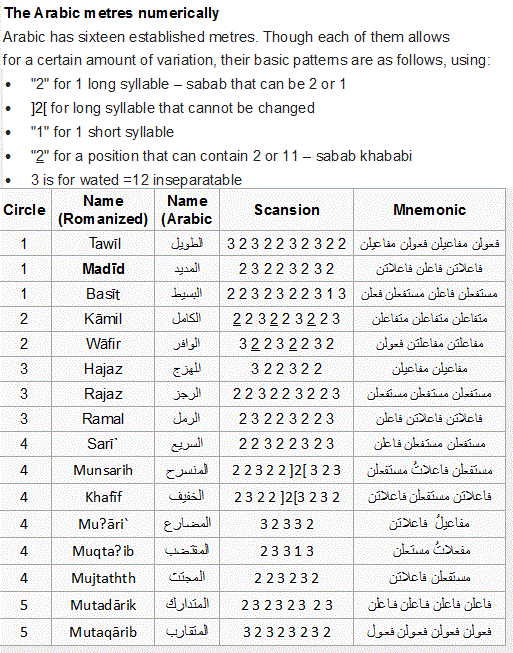

Một "cước" nhịp trong ngôn ngữ cổ đại dựa trên thời gian để phát âm những âm tiết, điều này được phân loại dựa vào độ nặng nhẹ(weight) về độ dài hay ngắn của âm tiết(giống như "dum" và "di" ở trên). Những điều này cũng được gọi là những âm tiết nặng hay nhẹ để phân biệt với những nguyên âm dài và ngắn. Một cước trong bài thơ thường được dùng để so sánh với Ô nhịp trong một bài nhạc và những âm tiết dài và ngắn được so sánh với một cung và nửa cung. Trong Thơ ca Anh, các cước được quyết định bằng việc nhấn mạnh hơn là độ dài của nó, với những âm tiết được nhấn và không được nhấn có những chức năng giống như những âm tiết dài và ngắn trong Nhịp thơ cổ điển.
Một đơn vị cơ bản trong phép làm Thơ của Hy Lạp và Latin là một "mora", cái mà nghĩa là một âm tiết đơn ngắn. Một âm tiết dài tương đương với 2 morae. Một âm tiết dài chứa một nguyên âm dài hoặc một nguyên âm đôi(nhị trùng âm) hoặc một nguyên âm ngắn được theo sau bởi hai hay nhiều phụ âm. Những nguyên tắc đa dạng trong việc "đọc tắt"(elision) đôi khi ngăn cản về mặt ngữ pháp học một âm tiết thật sự là chính nó, và những quy tắc khắt khe về dài và ngắn của âm tiết(ví dụ như "quy tắc rút ngắn"(' correption')) có thể tạo ra những âm tiết dài và ngắn trong một ngữ cảnh nhất định.
Nhịp thơ cổ điển quan trọng nhất là "dactylic hexameter", Nhịp thơ của Homer và Virgil. Hình thức này sử dụng những câu thơ có 6 cước. Từ "dactyl" xuất phát từ khái niệm Hy Lạp "daktylos" nghĩa là "ngón tay", vì có một phần dài được theo sau bởi hai phần ngắn. Bốn cước đầu tiên là "dactyls" (daa-duh-duh), nhưng có thể là "spondees" (daa-daa). Cước thứ năm luôn luôn là một "dactyl". Cước thứ sáu có thể là "spondee" hoặc là "trochee" (daa-duh). Âm tiết đầu tiên trong một cước gọi là "ictus", phách cơ bản trong một câu thơ. Luôn có một "khoảng nghỉ"("caesura") sau một "ictus" của cước thứ ba. Câu mở đầu trong bài Æneid là một điển hình trong Nhịp dactylic hexameter:
Armă vĭ | rumquĕ că | nō, Troi | ae quī | prīmŭs ăb | ōrīs ("I sing of arms and the man, who first from the shores of Troy...")  
Trong ví dụ này, cước đầu tiên và cước thứ hai là dạng "dactyls"; các âm tiết đứng đầu, "Ar" và "rum", chứa những nguyên âm ngắn, nhưng được tính như một âm tiết dài vì cả hai nguyên âm đều được theo sau bởi hai phụ âm. Cước thứ ba và thứ tư là "spondees", âm tiết đầu tiên bị chia ra bởi một khoảng nghỉ của một câu thơ. Cước thứ năm là một "dactyl", luôn luôn là như vậy. Cước cuối cùng là một "spondee".

Nhịp thơ "dactylic hexameter" được bắt chước tại Anh bởi Henry Wadsworth Longfellow trong bài thơ Evangeline của ông:

This is the forest primeval. The murmuring pines and the hemlocks, Bearded with moss, and in garments green, indistinct in the twilight, Stand like Druids of old, with voices sad and prophetic, 
Stand like harpers hoar, with beards that rest on their bosoms.

Thử xem xét  dòng đầu tiên:
This is the | for-est pri | me-val. The | mur-muring | pines and the | hem-locks
Thực hiện theo cấu trúc sau
dum diddy | dum diddy | dum diddy | dum diddy | dum diddy | dum dum
Một Nhịp thơ khác cũng rất quan trọng trong Thơ ca Hy Lạp và Latin là "dactylic pentameter". Trong Nhịp này, một dòng của bài Thơ được tạo thành từ hai phần bằng nhau, mỗi phần chứa hai "dactyls" theo sau bởi hai âm tiết dài, mỗi âm tiết được tính bằng nửa cước. Trong cách này, tổng số lượng cước sẽ là 5. "Spondees" có thể thay thế "dactyls" trong nửa câu đầu tiên nhưng không bao giờ sử dụng ở câu thứ hai. Âm tiết dài tại cuối của nửa câu đầu thường kết thúc bằng một từ, để tạo ra một khoảng nghỉ.
Nhịp thơ "Dactylic pentameter" không bao giờ được dùng một cách độc lập. Ngoài ra, một dòng của Nhịp thơ "dactylic pentameter" theo sau một dòng "dactylic hexameter" trong thể loại "elegiac distich" hay "elegiac couplet", một hình thức được dùng cho sự sáng tác về cái chết hay các tác phẩm bi kịch khác và thể thơ trang nghiêm tại Hy Lạp và Latin, đôi khi là Thơ tình với sự nhẹ nhàng và niềm hân hoan.Một ví dụ từ tác phẩm Tristia của Ovid:
Vergĭlĭ | um vī | dī tan | tum, nĕc ă | māră Tĭ | bullō Tempŭs ă | mīcĭtĭ | ae || fātă dĕ | dērĕ mĕ | ae.
("Virgil I merely saw, and the harsh Fates gave Tibullus no time for my friendship.")
Hy Lạp và Roman cũng sử dụng một số lượng Nhịp thơ trong bài thơ cá nhân, cái mà thường dùng những bài Thơ ngắn hơn so với những bài thơ bi ai và hexameter. Trong thể thơ Aeolic, các nhà thơ thường sử dụng một câu thơ quan trọng được gọi là "hendecasyllabic", một câu với 11 âm tiết. Loại Nhịp này thường được dùng hầu hết trong thể thơ Sapphic, được đặt theo tên của của nhà thơ Hy Lạp Sappho, người viết nhiều bài thơ của cô ây theo hình thức này. Một câu thơ "hendecasyllabic" là câu có cấu trúc cố định: hai "trochees", được theo sau bởi một "dactyl", sau đó tiếp tục là hai "trochees" nữa. Trong thể thơ Sapphic, 3 câu "hendecasyllabic" được theo sau bởi một câu "Adonic", được tạo bởi một "dactyl" và một "trochee". Đây là một đoạn thơ theo hình thức Catullus 51 (dùng để tôn vinh Sappho 31):
Illĕ mī pār essĕ dĕō vĭdētur; illĕ, sī fās est, sŭpĕrārĕ dīvōs
 quī sĕdēns adversŭs ĭdentĭdem tē spectăt ĕt audit
("He seems to me to be like a god; if it is permitted, he seems above the gods, who sitting across from you gazes at you and hears you again and again.")

Thể thơ Sapphic được sử dụng tại Anh bởi nhà thơ Algernon Charles Swinburne. Ông gọi nó đơn giản là Sapphics:

Saw the white implacable Aphrodite,
Saw the hair unbound and the feet unsandalled Shine as fire of sunset on western waters; 
       Saw the reluctant...

### Ả Rập cổ đại
Hệ thống Nhịp thơ của Thơ ca Ả Rập cổ đại, như hầu hết Thơ cổ đại Hy Lạp và Latin, dựa trên độ nặng nhẹ của âm tiết dài hoặc ngắn. Nguyên tắc cơ bản của Nhịp thơ Ả Rập là Arūḍ hay Arud (tiếng Ả Rập: العروض al-ʿarūḍ) Khoa học Thơ ca(Tiếng Hy Lạp: علم الشعر ʿilm aš-šiʿr), được phát triển bởi Al-Farahidi (786 - 718 AD) người mà sau này rất quan tâm đến những bài Thơ chứa những âm tiết lặp lại trong mỗi Khổ thơ. Trong tác phẩm đầu tiên của mình, Al-Ard (Tiếng Ả Rập: العرض al-ʿarḍ), ông mô tả 15 thể loại Thơ. Học giả Al-Akhfash sau này kể thêm một loại nữa, tổng cộng là 16 loại.
Một âm tiết ngắn chứa một nguyên âm ngắn và không có phụ âm. Ví dụ, từ "kataba", được phát âm là ka-ta-ba, chứa 3 nguyên âm ngắn và được tạo thành từ 3 âm tiết ngắn. Một âm tiết dài chứa một nguyên âm dài hoặc là một nguyên âm ngắn theo sau bởi một phụ âm như trường hợp trong từ "maktūbun" cái mà phát âm là mak-tu-bun. Đây là những thể loại âm tiết duy nhất trong hệ thống âm vị học của Ả Rập, vì vậy hầu hết, không cho phép một âm tiết kết thúc nhiều hơn một phụ âm hay một phụ âm xuất hiện trong cùng một âm tiết với một nguyên âm dài. Nói cách khác, những âm tiết như "–āk"- hay "-akr-" không bao giờ xuất hiện trong Thơ ca Ả Rập cổ đại.
Mỗi bài thơ chứa một số lượng nhất định các "cước"(tafāʿīl or ʾaǧzāʾ) và tổng hợp các cước có trong bài tạo thành một Nhịp (baḥr).
Việc luyện tập của Ả Rập cổ đại trong việc viết những Nhịp Thơ là sử dụng một chuỗi liên tiếp những sự phát triển của ngôn ngữ nói F-ʿ-L (فعل). Vì vậy, nửa câu thơ này
قفا نبك من ذكرى حبيبٍ ومنزلِ
Sẽ có Điệu truyền thống là:
فعولن مفاعيلن فعولن مفاعلن
Nó giống như thuộc về Thơ Roman và với Điệu(truyền thống) của phương Tây:
```
Western:   u –  –  u  –   –  –  u – –   u  –  u –
Verse:    Qifā nabki min ḏikrā ḥabībin wa-manzili
Mnemonic:  fa`ūlun  mafā`īlun  fa`ūlun  mafā`ilun
```

#### Nhịp Thơ Ả Rập
Thơ ca Ả Rập cổ đại đã tồn tại 16 Nhịp thơ cơ bản. Mặc dù mỗi loại Nhịp có những biến thể khác nhau, nhưng cấu trúc cơ bản của chúng có thể hiểu như sau:
- "-" cho 1 âm tiết dài
- "u" cho 1 âm tiết ngắn
- "x" là vị trí có thể là 1 âm tiết ngắn hoặc 1 âm tiết dài
- "o" là vị trí có thể là 1 âm tiết dài hoặc 2 âm tiết ngắn
- "S" là vị trí có thể là 1 dài, 2 ngắn hay 1 dài, 1 ngắn

| Circle | Name (Romanized) | Name (Arabic) | Scansion                    | Mnemonic                   |
| ------ | ---------------- | ------------- | --------------------------- | -------------------------- |
| 1      | Ṭawīl            | الطويل        | u – x u – x – u – x u – u – | فعولن مفاعيلن فعولن مفاعلن |
| 1      | Madīd            | المديد        | x u – – x u – x u – –       | فاعلاتن فاعلن فاعلاتن      |
| 1      | Basīṭ            | البسيط        | x – u – x u – x – u – u u – | مستفعلن فاعلن مستفعلن فعلن |
| 2      | Kāmil            | الكامل        | o – u – o – u – o – u –     | متفاعلن متفاعلن متفاعلن    |
| 2      | Wāfir            | الوافر        | u – o – u – o – u – –       | مفاعلتن مفاعلتن فعولن      |
| 3      | Hazaj            | الهزج         | u – – x u – – x             | مفاعيلن مفاعيلن            |
| 3      | Rajaz            | الرجز         | x – u – x – u – x – u –     | مستفعلن مستفعلن مستفعلن    |
| 3      | Ramal            | الرمل         | x u – – x u – – x u –       | فاعلاتن فاعلاتن فاعلن      |
| 4      | Sarī`            | السريع        | x x u – x x u – – u –       | مستفعلن مستفعلن فاعلن      |
| 4      | Munsariħ         | المنسرح       | x – u – – x – u – u u –     | مستفعلن فاعلاتُ مستفعلن     |
| 4      | Khafīf           | الخفيف        | x u – x – – u – x u – x     | فاعلاتن مستفعلن فاعلاتن    |
| 4      | Muḍāri`          | المضارع       | u – x x – u – –             | مفاعلن فاعلاتن             |
| 4      | Muqtaḍab         | المقتضب       | x u – u – u u –             | فاعلاتُ مفتعلن              |
| 4      | Mujtathth        | المجتث        | x – u – x u – –             | مستفعلن فاعلاتن            |
| 5      | Mutadārik        | المتدارك      | S – S – S –                 | فاعلن فاعلن فاعلن فاعلن    |
| 5      | Mutaqārib        | المتقارب      | u – x u – x u – x u –       | فعولن فعولن فعولن فعول     |

### Thơ ca Ba Tư cổ đại
Thuật ngữ của hệ thống Nhịp thơ được dùng trong Thơ ca cổ và phong cách cổ của người Ba Tư thì tương tự như người Ả Rập cổ đại mặc dù chúng hoàn toàn khác nhau về nguồn gốc và cấu trúc. Điều này đã dẫn đến sự nhầm lẫn khá nghiêm trọng giữa những nhà nghiên cứu, cả cổ đại và hiện đại, về nguồn gốc và bản chất  của Nhịp thơ Ba Tư, sai sót dễ nhận thấy nhất là việc kết luận Nhịp thơ Ba Tư được cóp nhặt từ Nhịp thơ Ả Rập.
Thơ ca Ba Tư là thể thơ số lượng, và những cấu trúc Nhịp được tạo nên từ những âm tiết dài và ngắn, tương tự như Thơ Hy Lạp cổ, Latin và Ả Rập. Những vị trí "Anceps" trong câu, tuy nhiên, nơi mà chúng ta có thể sử dụng một âm tiết dài hoặc ngắn(kí hiệu là "x" trong cáu trúc đã đề cập ở trên) không xuất hiện trong Thơ Ba Tư ngoại trừ trong một vài Nhịp đầu dòng thơ.
Thơ ca Ba Tư được viết thành từng cặp(couplets), với mỗi nửa câu(hemistich) chứa 10-14 âm tiết dài. Ngoại trừ trong ruba ' i (quatrain), với hai nhịp thơ tương tự nhau được sử dụng, Nhịp thơ giống nhau được sử dụng cho mỗi câu thơ. Điệu luôn luôn được sử dụng, đôi khi kết hợp với Điệu đôi và Điệu ngầm(internal rhymth). Trong một vài bài Thơ, được biết như là "masnavi", hai nửa của mỗi cặp Điệu, với cấu trúc "aa, bb, cc và cứ tiếp diễn". Trong thể loại thơ bộc lộ cảm xúc cá nhân, Điệu tương tự được sử dụng xuyên suốt bài Thơ tại cuối mỗi cặp, ngoại trừ phần mở đầu của cặp, hai nửa của mỗi cặp không có Điệu, vì vậy cấu trúc của nó sẽ là aa, ba, ca, da. Một ruba'i (quatrain) cũng dùng Điệu aa, ba.
Một đặc trưng cụ thể của phép làm thơ Ba Tư cổ đại, không xuất hiện trong Thơ Latin, Hy Lạp và Ả Rập, thay vì có 2 âm tiết(dài và ngắn), có 3 âm tiết(ngắn, dài và rất dài).Những âm tiết rất dài có thể đặt ở bất kì chỗ nào trong câu Thơ, tại chỗ âm tiết dài và ngắn, hay trong tại điểm cuối dòng hay  nửa dòng. Khi một Nhịp có một cặp các âm tiết ngắn(u u), cũng thường có các âm tiết dài để thay thế, đặc biệt là chỗ cuối dòng hay nửa dòng.
Có 30 Nhịp thơ khác nhau được sử dụng phổ biến trong Thơ Ba Tư. 70% những bài thơ thể hiện cái tôi cá nhân thường được viết bằng một trong các dạng dưới đây:
- u – u – u – – u – u – u –
- – – u – u – u – – u – u –
- – u – – – u – – – u – – – u –
- x u – u – u – u –
- x – u – u – u – u –
- u – – – u – – – u – – – u – – –
- – u – u – u – –

Thể loại Thơ Masnavi(là những bài Thơ dài sử những cặp Điệu) thường được viết dưới dạng Nhịp 11 hay 10 âm tiết(thường là 7) như dưới đây:
- u – – u – – u – – u – (ví dụ như  Shahnameh của Ferdowsi)
- u – – – u – – – u – – (Ví dụ: Vis o Ramin của Gorgani)
- – u – – – u – – – u – (Ví dụ: Masnavi-e Ma'navi của Rumi)
- – u – u – u – – (ví dụ như Nezami với tác phẩm Leyli o Majnun)

Hai loại Nhịp thường được dùng trong thể loại ruba'iyat , và cũng chỉ có thể sử dụng cho thể loại thơ này, được mô tả như bên dưới, với câu thứ hai là biến thể của câu thứ nhất:
– – u u – – u u – – u u – 

### Thơ ca Trung Hoa cổ đại
Nhịp Thơ Trung Hoa cổ đại có thể được phân loại dựa trên độ dài của dòng là cố định hay biến đổi, mặc dù Điệu của Nhịp thơ thì phụ thuộc vào rất nhiều yếu tố khác nhau, bao gồm sự thay đổi về mặt ngôn ngữ học và những biến thể xuất phát từ việc giải quyết những sự mở rộng về mặt văn hóa qua các khu vực địa lý trong một quãng thời gian liên tục kéo dài trong suốt 2.5 thiên niên kỷ. Bắt đầu với những văn bản còn lưu giữ cổ xưa nhất: Thơ ca cổ điển thường sử dụng cặp dòng 4 chữ(couplets of four-character lines), gồm 4 câu có Điệu riêng; và, Thơ ca thời nhà Chu cũng tương tự nhưng có một số mở rộng, có sự đa dạng trong độ dài của một dòng. Thơ ca thời nhà Hán sử dụng những dòng thơ có độ dài khác nhau trong thể loại ballad dân gian và Thơ ca nhạc phủ. Thơ ca thời kì Kiến an phong cốt(Jian'an poetry), Thơ ca thời Lục triều(Six Dynasties poetry) và Thơ ca thời Đường có Nhịp thơ dựa vào những dòng cố định 5, 7 chữ/tiếng(hay 6 chữ, tuy rất hiếm), chú trọng quy tắc nhấn âm, thường là trong hình thức cặp đôi/bốn, với độ dài tùy ý. Thơ ca thời Tống được biết đến nhờ việc sử dụng thể "Từ"("ci"), sử dụng những dòng có độ dài đa dạng theo một cấu trúc đặc biệt của một lời bài hát nhất định, vì vậy "Từ" đôi khi được ám chỉ như một hình thức "Điệu cố định". Nhịp trong Thơ ca thời nhà Nguyên tiếp tục phát triển hình thức "Khúc"("qu"), tương tự như các hình thức có Điệu cố định mà ngày nay ít được biết đến hay gần như thất lạc toàn bộ những văn bản gốc. Không phải Thơ ca cổ điển Trung Hoa không còn sử dụng các hình thức "Thi"("shi"), với cấu trúc Nhịp của nó được tìm thấy trong "Thơ theo phong cách cổ"(Cổ Thi) và những hình thức của "Cận thể thi"(Luật thi). Các hình thức cận thể thi cũng đưa ra những cấu trúc dựa trên Giọng điệu ngôn ngữ học(linguistic tonality). Việc sử dụng điểm nghỉ là quan trọng liên quan đến việc phân tích các hình thức Thơ ca Trung Hoa cổ điển.

### Thơ ca Anh cổ điển
Hệ thống Nhịp của Thơ ca Anh cổ điển khác xa Thơ ca Anh ngày nay, và có mối quan hệ gần hơn với những hình thức ngôn ngữ Đức như xuất hiện sớm hơn như "Old Norse". Nó sử dụng thuật điệp âm(alliterative verse), một cấu trúc nhịp bao gồm nhiều âm tiết nhưng số lượng thì cố định(thường là 4) về âm mạnh trong mỗi dòng. Những âm tiết không nhấn tương đối không quan trọng, nhưng điểm nghỉ(caesurae) - dừng tại giữa dòng đóng vai trò chính yếu trong Thơ ca Anh cổ điển.
Trong việc sử dụng cước, thuật điệp âm chia mỗi dòng thành 2 phần bằng nhau. Mỗi phần phải có một đến năm từ hay cấu trúc tương tự và được định nghĩa bằng một chuỗi những âm tiết được nhấn và không được nhấn, cụ thể mỗi phần phải có hai âm tiết nhấn. Không như Thơ ca ở các nước phương Tây khác, tuy nhiên, số lượng các âm không nhấn có thể không cố định. Ví dụ, cấu trúc thông thường "DUM-da-DUM-da" có thể cho phép từ một đến năm âm không nhấn giữa hai âm nhấn.
Dưới đây là một ví dụ nổi tiếng, lấy từ bài "The Battle of Maldon", một bài thơ được sáng tác ngay sau ngày của cuốc chiến đó(AD 991):
Hige sceal þe heardra, || heorte þe cēnre,

mōd sceal þe māre, || swā ūre mægen lȳtlað

("Will must be the harder, courage the bolder,

spirit must be the more, as our might lessens.")
Trong phần được trích dẫn, những âm nhấn được gạch dưới.(Thông thường, những âm nhấn buộc phải dài nếu âm tiết theo sau chỉ có một từ. Tuy nhiên, có một luật gọi là "Sự hòa giải âm tiết"("syllable resolution"), tuyên bố rằng hai âm tiết ngắn trong một từ được cho là bằng với một âm tiết dài. Vì vậy, đôi khi xuất hiện những trường hợp như từ "hige" và "mægen"). Nhà ngôn ngữ học người Đức Eduard Sievers(mất năm 1932) xác định 5 cấu trúc khác nhau về những phần trong 1 dòng ở Thơ ca điệp âm Anglo-Saxon. Ba phần đầu tiên có cấu trúc A "DUM-da-(da-)DUM-da", trong khi phần cuối có cấu trúc C "da-(da-da-)DUM-DUM-da", với những dấu ngoặc đơn biểu hiện việc được quyền thêm vào những âm không nhấn. Chú ý rằng cấu trúc điệp âm(alliteration) là khá phổ biến, với những âm tiết nhấn đầu tiên và/hay thứ hai điệp âm với âm tiết nhấn thứ ba chứ không phải thứ tư.

### Thơ ca Anh hiện đại
Hầu hết Nhịp thơ Anh được phân loại dựa theo cấu trúc của Nhịp Thơ cổ điển nhưng có một khác biệt quan trọng. Ngôn ngữ Anh là một ngôn ngữ có nhấn âm, và vì vậy âm nhấn và âm không nhấn sẽ thay cho những âm tiết dài và ngắn trong hệ thống cổ. Trong hầu hết Thơ ca cổ, Nhịp có thể được hiểu là sự chuyển đổi giữa phách mạnh và phách nhẹ(backbeat), đối nghịch những Điệu tự nhiên rất khác biệt. Cước phổ biến nhất trong Thơ ca Anh là "iamb" trong hai âm tiết và "anapest" trong ba âm tiết.

#### Hệ thống Nhịp
Số lượng hệ thống Nhịp trong ngôn ngữ Anh vẫn chưa có sự nhất trí cuối cùng. Bốn thể loại chính của nó là là: Thơ nhấn âm(accentual verse), Thơ nhấn âm-âm tiết(accentual-syllabic verse), Thơ âm tiết(syllabic verse) và Thơ số lượng(quantitative verse). Thơ điệp âm cổ của Anh cũng có thể thêm vào danh sách này, hay  được bao gồm như một trường hợp đặc biệt của Thơ nhấn âm. Thơ nhấn âm tập trung vào số lượng các âm nhấn trong một dòng, trong khi bỏ qua phách nhẹ và âm tiết; Thơ ca nhấn âm-âm tiết tập trung vào điều chỉnh số lượng âm nhấn và số lương âm tiết trong một dòng; Thơ âm tiết chiir tính số lượng âm tiết trong một dòng; Thơ số lượng quan tâm đến sự dài, ngắn của âm tiết(Thể loại này được đánh giá là khá mới mẻ với người Anh). Tuy nhiên, cũng cần chú ý rằng Thơ Anh sử dụng những Nhịp nước ngoài khá nhiều ngoại trừ những trường hợp đặc biệt.

#### Những Nhịp thường được sử dụng
Nhịp thường gặp nhất trong Thơ ca Anh là "iambic pentameter", với quy tắc chung là 5 cước iambic mỗi dòng, mặc dù việc sử dụng Nhịp thay thế thường xảy ra và Điệu của nó thì vô cùng đa dạng. John Milton với tác phẩm Thiên đường đã Mất hầu hết thể thơ sonnets(14 dòng), và rất nhiều thể Thơ khác trong thơ ca Anh được viết ở Nhịp "iambic pentameter". Những dòng theo Nhịp "iambic pentameter" không vần thường được biết như là Thơ không vần. Thơ không vần được viết trong ngôn ngữ Anh nổi tiếng nhất là các tác phẩm của thi hào William Shakespeare và những tác phẩm vĩ đại của Milton, mặc dù Tennyson (với những tác phẩm như Ulysses, The Princess) và Wordsworth(với tác phẩm The Prelude) cũng là những nhà thơ trứ danh sử dụng thể loại này.
Một cặp vần của các dòng Thơ sử dụng Nhịp "iambic pentameter" tạo thành thể Thơ heroic couplet, một hình thức Thơ được sử dụng thường xuyên trong thế kỉ 18 với tác dụng tạo tiếng cười(Mặc dù trong số đó  nổi trội tác phẩm "Pale Fire" như một hiện tượng). Những Thi sĩ nổi danh trong thể loại này là Dryden và Pope.

Một Nhịp thơ quan trọng khác trong Thơ ca Anh là Nhịp ballad(ballad metre), cũng còn được gọi là "Nhịp Thơ thông thường", với 4 dòng trong một khổ thơ, có 2 cặp trong 1 dòng sử dụng Nhịp iambic tetrameter được theo sau bởi một dòng sử dụng Nhịp iambic trimeter; Cấu trúc vần thường rơi vào những dòng có Nhịp trimeter, mặc dù trong nhiều trường hợp dòng sử dụng Nhịp tetrameter cũng vần. Đây là Nhịp thơ phổ biến nhất tại các nước láng giềng Anh, Scotland hay trong thể thơ ballad của người Anh. Trong hymnody Trong việc hát những bài Thánh ca, nó được gọi là "Nhịp thông thường" hay được biết đến với tên gọi là Nhịp hymn dùng để tạo một cặp nhiều lời bài Thánh ca với các Giai điệu, như là bài "Amazing Grace":

Amazing Grace! how sweet the sound
 That saved a wretch like me;
 I once was lost, but now am found;
 Was blind, but now I see.

Emily Dickinson nổi tiếng với việc thường xuyên sử dụng Nhịp Thơ ballad:

Great streets of silence led away To neighborhoods of pause — Here was no notice — no dissent — No universe — no laws.

### Pháp
Trong thơ ca Pháp, Nhịp được quyết định bởi tiêu chí duy nhất là số lượng các âm tiết trong một dòng vì nó được cho là không quan trọng bằng việc gieo vần. Một âm câm 'e' được tính như một âm tiết khi đứng trước một phụ âm nhưng bị bỏ qua nếu đứng trước một nguyên âm(với "aspirated "h"" được tính như một phụ âm). Tại cuối dòng, âm 'e' vân không bị loại bỏ nhưng được tính là "vượt Nhịp"("hypermetrical") (không được tính như một âm tiết, như được gọi là một kết thúc "feminine" trong Thơ Anh), trong trường hợp đó, việc gieo vần cũng được gọi là "feminine", trong khi những trường hợp còn lại được gọi là "masculine".
Nhũng Nhịp gặp thường xuyên nhất trong Thơ ca cổ điển Pháp là Nhịp "alexandrine", kết hợp mỗi 2 nửa dòng(hemistiches) của 6 âm tiết. Hai Nhịp "alexandrines" nổi tiếng nhất là
La trai de Mino et de Pasiphaë
(Jean Racine)
(Con gái của Mino và Pasiphae)
Waterloo ! Waterloo ! Waterloo! Morne plaine !
(Victor Hugo)
(Waterloo! Waterloo! Waterloo!  đồng bằng ảm đạm!)
Thơ ca Pháp cổ điển cũng có một tập hợp phức tạp những quy tắc về việc gieo vần, điều mà phức tạp hơn rất nhiều so với chỉ là việc phát âm của một từ. Những quy tắc này thường được đưa vào những trường hợp mô tả về Nhịp của Thơ.

### Tiếng tây ban nha
Trong Thơ ca Tây Ban Nha Nhịp được quyết định bởi số lượng âm tiết mà một bài thơ có. Nó vẫn là việc nhấn âm(phonetic accent) trong những từ cuối của bài Thơ cái mà quyết định số lượng cuối cùng của một dòng. Nếu việc nhấn âm của những từ cuối cùng xuất hiện tại âm tiết cuối cùng, thì theo quy tắc một âm tiết nên được thêm một số lượng cụ thể các âm tiết trong dòng đó, vì vậy có một số lượng lớn các âm tiết(Thơ) so với số lượng các âm tiết(ngữ pháp). Nếu việc nhấn âm rơi từ âm tiết thứ hai cho đến âm tiết cuối cùng của từ cuối cùng trong một bài thơ, thì chúng ta tính rằng những âm tiết(Thơ) cũng bằng với những âm tiết(ngữ pháp). Ngoài ra, nếu việc nhấn âm rơi vào từ âm tiết thứ ba đến âm tiết cuối cùng, thì một âm tiết sẽ được ngầm hiểu là loại bỏ, vì vậy sẽ có ít âm tiết(Thơ) hơn âm tiết (ngữ pháp).
Thơ Tây Ban Nha coi trọng tính tự do không ràng buộc vào quy tắc, chỉ dùng hệ thống ngôn ngữ Romance và thay đổi số lượng âm tiết bằng cách điều chỉnh một cách hợp lý các nguyên âm trong một dòng.
Để hiểu về tính tự do trong Thơ Tây Ban Nha, chúng ta cần quan tâm đến 3 vấn đề chính sau:(1)Gộp nguyên âm(syneresis), (2)Sự phân đôi âm(dieresis) và (3)điểm nghỉ(hiatus)
1. Gộp nguyên âm: Một âm tiết có nguyên âm đôi(diphthong)  được tạo ra từ việc có hai nguyên âm liên tiếp trong một từ đặc biệt: poe-ta, leal-tad thay vì một từ đúng của nó phải là po-e-ta ('poet'), le-al-tad ('loyalty').
2. Sự phân đôi âm: Đối lập với việc "gộp nguyên âm". Một khoảng nghỉ nhỏ được đặt giữa 2 nguyên âm, thường là nguyên âm đôi, vì vậy tách nó ra làm 2: ru-i-do, ci-e-lo so với từ gốc của nó là rui-do ('noise'), cie-lo ('sky' or 'heaven'). Sự phân đôi này được nhận diện bằng "kí hiệu phân đôi" trên nguyên âm mà sẽ là nguyên âm yếu hơn nếu không có kí hiệu này trong "một âm tiết có nguyên âm đôi": rüido, cïelo
3. Synalepha(Tiếng Tây Ban Nha là sinalefa). Nguyên âm cuối của một từ và nguyên âm đầu của từ kế tiếp được phát âm thành một âm tiết. Ví dụ:
Cuando salí de Collores,
fue en una jaquita baya,
por un sendero entre mayas,
arropás de cundiamores...  
Khổ thơ này lấy từ bài "Valle de Collores" của Luis Lloréns Torres, dùng 8 âm tiết(Thơ). Ta thấy tất cả những từ cuối cùng trong  các dòng có sự nhấn âm từ âm tiết thứ hai đến âm tiết cuối cùng, không có âm tiết được tính thêm hay bớt đi. Tiếp tục, trong câu thơ thứ hai và thứ ba số âm tiết sẽ là 9 nếu đếm theo góc độ ngữ pháp. Những nguyên tắc Thơ ca cho phép một nhóm các nguyên âm đứng kế nhau nhưng nằm trong các âm tiết khác nhau được tính là một. "Fue en..." rõ ràng là có 2 âm tiết nhưng nếu theo nguyên tắc trên thì hai nguyên âm của nó sẽ được gộp lại và tính là một, vì vậy câu thơ đó chỉ còn được tính là 8 âm tiết. "Sendero entre..." có 5 âm tiết nếu xét về mặt ngữ pháp nhưng nếu gộp nguyên âm "o" từ "sendero" và nguyên âm đầu "e" từ "entre", thì nó chỉ còn được tính là 4 âm tiết, vì vậy câu thơ cuối cùng sẽ được tính là 8 âm tiết.
4. Điểm nghỉ. Trái ngược với "Synalepha". Hai nguyên âm nằm cạnh nhau trong hai từ khác nhau được tính là 2 âm tiết khác nhau: ca-be-llo - de - án-gel, với 6 âm tiết theo góc độ Thơ, thay vì thông thường sẽ là ca-be-llo - de ͜ án-gel, với 5 âm tiết. 
Có rất nhiều nguyên tắc trong Thơ ca, được dùng để thêm hay bớt các âm tiết, có thể được ứng dụng khi cần thiết sau khi đã xem xét những nguyên tắc của Thơ ca về từ cuối dòng. Tuy nhiên, thông thường, những nguyên tắc này chỉ áp dụng đối với các nguyên âm đứng gần nhau và không bị ngăn cách bởi phụ âm.
Một vài loại Nhịp thường dùng trong Thơ ca Tây Ban Nha là: 
- Septenary Một dòng với 7 âm tiết(Thơ).
- Octosyllable: Một dòng với 8 âm tiết (Thơ). Loại Nhịp này thường được dùng trong Thơ lãng mạn, kể chuyện tương tự như thể ballads trong Thơ ca Anh, và hầu hết trong tục ngữ dân gian.
- Hendecasyllable: Một dòng với 11 âm tiết. Thể loại Nhịp này có vai trò tương tự như thể "pentameter" trong Thơ ca Anh. Nó thường được dùng trong thể Thơ 14 câu(sonnets), và một số thể Thơ khác
- Alexandrine: Một dòng chứa 14 âm tiết, thường được chia thành 2 phần 7 âm tiết(Trong các nước Anglo-Saxon và Pháp khái niệm này ám chỉ thể Thơ 12 dòng nhưng khác với Tây Ban Nha).

### Ý
Trong Thơ ca Ý, Nhịp được quyết định bởi yếu tố duy nhất là âm nhấn cuối trong một dòng, tuy nhiên vị trí của các âm nhấn khác cũng rất quan trọng trong việc tạo sự cân bằng cho bài Thơ. Các âm tiết được liệt kê một cách chi tiết trong những bài Thơ kết thúc bằng một từ được nhấn ở âm tiết thứ hai(paroxytone), để cho một nhóm 7 âm tiết được định nghĩa là một dòng có sự nhấn âm rớt vào âm tiết thứ sáu:nó cũng có thể chứa 8 âm tiết (Ei fu. Siccome immobile) hay chỉ 6 âm tiết(la terra al nunzio sta). Ngoài ra, khi một từ kết thúc với một nguyên âm và từ kế tiếp bắt đầu với một nguyên âm thì chúng được tính là cùng một âm tiết(synalepha): vì vậy "Gli anni e i giorni" chỉ chứa 4 âm tiết("Gli an" "ni e i" "gior" "ni"). Thậm chí Thơ âm tiết luôn có một cấu trúc cố định. Vì tính chất một "một âm nhấn đến một âm thường" (trochaic) trong ngôn ngữ Ý, những dòng có số lượng âm tiết chẵn thì dễ sáng tác hơn, và cấu trúc Thơ Novenary thường được cho là thể thơ khó sáng tác nhất.
Một vài Nhịp thông thường trong Tho ca Ý là:
Sexenary: Một dòng thơ mà âm nhấn cuối rớt vào âm tiết thứ 5, với một âm nhấn cố định trên âm tiết thứ 2(Al Re Travicello / Piovuto ai ranocchi, Giusti)
Septenary: Một dòng thơ có âm nhấn cuối cùng rơi vào âm tiết thứ 6.
Octosyllable: Một dòng thơ có âm nhấn cuối cùng rơi vào âm tiết thứ 7. Âm nhấn thứ 2 cũng thường xuyên nằm ở âm tiết đầu tiên, âm tiết thứ 3 và âm tiết thứ 5, đặc biệt là những bài Thơ dành cho thiếu nhi thì loại Nhịp này rất phù hợp.
Hendecasyllable:  Một dòng âm nhấn cuối cùng rơi vào âm tiết thứ 10. Vì vậy  một dòng của bài Thơ thường chứa 11 âm tiết; Có rất nhiều cách nhấn âm. Nó thường được sử dụng trong các bài sonnets, thể ottava rima, và trong nhiều thể thơ khác. Cụ thể, trong tác phẩm "The Divine Comedy", được sáng tác hoàn toàn theo loại Nhịp này, âm nhấn chính của nó nằm ở âm tiết thứ 4 và thứ 10.

### Thổ Nhĩ Kì
Bên cạnh thể thơ Ottoman, chịu ảnh hưởng lớn của truyền thống Ba Tư và đã tạo ra thể thơ Ottoman độc đáo, Thơ ca truyền thống Thổ Nhĩ Kì tạo ra một hệ thống mà số lương âm tiết mỗi dòng phải bằng nhau, phổ biến nhất là 7, 8, 11, 14 âm tiết. Những dòng này thường được phân chia thành những nhóm âm tiết tùy thuộc vào số lượng âm tiết trong một dòng: 4:3 cho dòng 7 âm tiết, 4:4 hay 5:3 cho dòng 8 âm tiết, 4:4:3 hay 6:5 cho dòng 11 âm tiết. Cuối mỗi nhóm trong một dòng gọi là một "điểm dừng"("durak") và dựa trên âm tiết cuối cùng của từ 
Ví dụ sau đây là của nhà thơ Faruk Nafiz Çamlıbel(mất năm 1973), một trong những người luôn trung thành với Nhịp thơ truyền thống:
Derinden derine ırmaklar ağlar,

Uzaktan uzağa çoban çeşmesi.

Ey suyun sesinden anlayan bağlar,

Ne söyler şu dağa çoban çeşmesi?

Trong bài thơ này, Nhịp 6:5 được dùng để tạo nên một điểm dừng (durak = "stop" hay caesura) sau âm tiết thứ 6 của mỗi dòng, cũng như kết thúc của mỗi dòng. 

#### Thể thơ Ottoman Thổ Nhĩ Kì
Trong ngôn ngữ Thổ Nhĩ Kì Ottoman, cấu trúc cước(تفعل tef'ile) và Nhịp thơ(وزن vezin) lấy từ Thơ ca Ba Tư. 12 Nhịp thơ Ba Tư phổ biến nhất được sử dụng để làm Thơ Thỗ Nhĩ Kì. Trong trường hợp của Ba Tư, không phải tất cả bài thơ đều dựa trên các Nhịp Thơ Ả Rập(the tawīl, basīt, kāmil, và wāfir). Tuy nhiên, thuật ngữ được dùng để mô tả các Nhịp được mượn một cách gián tiếp từ Thơ ca truyền thống Ả Rập, được thể hiện băng ngôn ngữ Ba Tư.
Vì vậy, Thơ ca Ottoman, cũng còn được biết với tên gọi Thơ Dîvân, thường được viết trong Nhịp quantitative, mora-timed. Khái niệm mora, hay âm tiết, được chia thành 3 thể loại căn bản sau:
"Mở", hay còn gọi là "nhẹ", là những âm tiết(açık hece) chứa hoặc một nguyên âm ngắn hoặc một phụ âm được theo sau bởi một nguyên âm ngắn
Ví dụ: a-dam ("man"); zir-ve ("summit, peak")
"Đóng", hay còn gọi là "nặng", là những âm tiết(kapalı hece) chứa hoặc một nguyên âm dài hoặc một phụ âm được theo sau bởi một nguyên âm dài, hoặc một nguyên âm ngắn theo sau bởi một phụ âm
Ví dụ:  Â-dem ("Adam"); kâ-fir ("non-Muslim"); at ("horse") 
"Dài", hay còn gọi là "rất nặng", là những âm tiết(meddli hece) được tính như một âm tiết đóng cộng với một âm tiết mở và chứa một nguyên âm được theo sau bởi một cụm phụ âm(consonant cluster), hay một nguyên âm dài theo sau bởi một phụ âm
Ví dụ: kürk ("fur"); âb ("water")
Trong việc viết Nhịp của một bài Thơ, những âm tiết "mở" được kí hiệu là "." Và những âm tiết "đóng" được kí hiệu là "-". Từ các loại âm tiết khác nhau, có tất cả 16 loại cước khác nhau – một số loại cước thông dụng thường chứa 3 đến 4 âm tiết "Dài" – được tạo thành và đặt tên và kí hiệu như bên dưới:
|  | fa ('–)              | fe ul (. –)          | fa' lün (– –)          | fe i lün (.. –)          |
|  | fâ i lün (–. –)      | fe û lün (. – –)     | mef' û lü (– –.)       | fe i lâ tün (.. – –)     |
|  | fâ i lâ tün (–. – –) | fâ i lâ tü (–. –.)   | me fâ i lün (. –. –)   | me fâ' î lün (. – – –)   |
|  | me fâ î lü (. – –.)  | müf te i lün (–.. –) | müs tef i lün (– –. –) | mü te fâ i lün (.. –. –) |

Những cước này được phối hợp lại theo nhiều cách khác nhau để tạo ra những cước riêng, phổ biến nhất với 4 cước mỗi dòng, để tạo thành Nhịp trong một dòng của bài Thơ. Một vài Nhịp thường dùng là:
- me fâ' î lün / me fâ' î lün / me fâ' î lün / me fâ' î lün
. – – – /. – – – /. – – – /. – – –

|  | Ezelden şāh-ı 'aşḳuñ bende-i fermānıyüz cānā Maḥabbet mülkinüñ sulţān-ı 'ālī-şānıyüz cānā | Oh beloved, since the origin we have been the slaves of the shah of love Oh beloved, we are the famed sultan of the heart's domain |

—Bâkî (1526–1600)
- me fâ i lün / fe i lâ tün / me fâ i lün / fe i lün
. –. – /.. – – /. –. – /.. –

|  | Ḥaţā' o nerkis-i şehlādadır sözümde degil Egerçi her süḥanim bī-bedel beġendiremem | Though I may fail to please with my matchless verse The fault lies in those languid eyes and not my words |

—Şeyh Gâlib (1757–1799)
- fâ i lâ tün / fâ i lâ tün / fâ i lâ tün / fâ i lün
–. – – / –. – – / –. – – / –. –

|  | Bir şeker ḥand ile bezm-i şevķa cām ettiñ beni Nīm ṣun peymāneyi sāḳī tamām ettiñ beni | At the gathering of desire you made me a wine-cup with your sugar smile Oh saki, give me only half a cup of wine, you've made me drunk enough |

—Nedîm (1681?–1730)
- fe i lâ tün / fe i lâ tün / fe i lâ tün / fe i lün
.. – – /.. – – /.. – – /.. –

|  | Men ne ḥācet ki ḳılam derd-i dilüm yāra 'ayān Ḳamu derd-i dilümi yār bilübdür bilübem | What use in revealing my sickness of heart to my love I know my love knows the whole of my sickness of heart |

—Fuzûlî (1483?–1556)
- mef' û lü / me fâ î lü / me fâ î lü / fâ û lün
– –. /. – –. /. – –. / – –.

|  | Şevḳuz ki dem-i bülbül-i şeydāda nihānuz Ḥūnuz ki dil-i ġonçe-i ḥamrāda nihānuz | We are desire hidden in the love-crazed call of the nightingale We are blood hidden in the crimson heart of the unbloomed rose |

—Neşâtî (?–1674)

### Bồ Đào Nha
Thơ ca Bồ Đào Nha sử dụng Nhịp Thơ âm tiết, từ đó bài Thơ sẽ được phân loại dựa trên âm nhấn cuối cùng. Hệ thống Thơ ca Bồ Đào Nha hoàn toàn tương tự hệ thống Thơ sử dụng ngôn ngữ Tây Ban Nha, Ý và Pháp, vì đó là những ngôn ngữ có chung nguồn gốc với nhau. Những thể thơ thường gặp là:
Redondilha menor: có 5 âm tiết
Redondilha maior: có 7 âm tiết
Decasyllable (decassílabo): có 10 âm tiết. Được sử dụng thông dụng nhất trong thể thơ 14 câu Parnassian. Nó cũng giống như thể thơ hendecasyllable của Ý.
Heroic (heróico): nhấn trên âm tiết thứ 6 và thứ 10
Sapphic (sáfico): nhấn trên âm tiết thứ 4, thứ 8 và thứ 10.
Martelo: nhấn trên âm tiết thứ 3, 6 và 10.
Gaita galega hay moinheira: nhấn trên âm tiết thứ 4, thứ 7 và thứ 10.
Dodecasyllable (dodecassílabo): có 12 âm tiết.
Alexandrine (alexandrino): chia dòng thành hai phần bằng nhau, âm tiết thứ 6 và thứ 12 được nhấn.
Barbarian (bárbaro): có từ 13 âm tiết trở lên
Lucasian (lucasiano): có 16 âm tiết, chia thành 2 phần bằng nhau, mỗi phần có 8 âm tiết.

### Lịch sử
Việc sử dụng Nhịp trong thơ được chứng thực trong ngôn ngữ Indo-European  cổ xưa. Nhịp thơ được biết một cách rõ ràng cùng lúc và cũng được xem như là duy nhất đánh dấu cuối thời kì đồ đồng là thánh kinh Rigveda. Việc các văn bản cổ xưa của khu vực phía Nam như người Sumer, Ai Cập hay Semitic không sử dụng Nhịp đang gây nhiều ngạc nhiên trong giới học thuật, và có thể một phần là do tính chất của các văn bản thòi kì đồ đồng. Trong thực tế, có nhiều nỗ lực trong việc phục hồi Nhịp trong các bài Thơ của kinh Hebrew, ví dụ như của Gustav Bickell hay Julius Ley, nhưng công trình của họ vẫn chưa đủ sức thuyết phục. Đầu thời kì đồ sắt, Nhịp thơ được tìm thấy trong tác phẩm Avesta của Iran và các tác phẩm của người Hy Lạp do Homer và Hesiod thực hiện. Thơ Latin xuất hiện trong thời kì ngôn ngữ Latin cổ(Thế kỉ thứ 2 TCN), thể hiện trong Thơ Saturnian. Thơ ca Ba Tư phát triển một cách mạnh mẽ trong thời kì Sassanid. Thơ ca Tamil xuất hiện những năm đầu sau công nguyên có thể được biết như là ngôn ngữ phi Indo-European sớm nhất.
Thơ ca thời trung cổ cũng có hệ thống Nhịp thơ chặt chẽ, những truyền thống còn tồn tại đến ngày nay rất đa dạng như thể thơ Minnesang của Châu Âu, Thơ Trouvère hay Bardic, Thơ Ba Tư cổ điển và Thơ Sanskrit, Thơ Đường của Trung Quốc hay thể Thơ Man'yōshū của thời kì Nara tại Nhật Bản. Thời đại Phục Hưng và thời tiền hiện đại tại Châu Âu được đặc trưng bởi sự quay trở lại phong cách thời cổ đại, một truyền thống được bắt đầu từ thời đại của nhà thơ Petrarch và kéo dài cho đến thời kì của Shakespeare và Milton.

### Những tư tưởng trái chiều
Không phải tất cả nhà thơ đều chấp nhận ý kiến cho rằng Nhịp là yếu tố cốt lõi của Thơ. Những nhà thơ Mỹ thế kỉ 20 như Marianne Moore, William Carlos Williams và Robinson Jeffers là những nhà thơ tin rằng Nhịp thơ do chính con người tạo ra và không phải là thành phần chính trong bản chất của nó. Trong một tiểu luận có nhan đề "Robinson Jeffers, & The Metric Fallacy" Dan Schneider đồng tình với những đánh giá cảm tính của Jeffers: "Sẽ là gì nếu ai đó thật sự nói với bạn rằng mọi bản nhạc được sáng tác chỉ với 2 nốt? Hay nếu có một người tuyên bố rằng chỉ có hai màu chủ đạo trong mọi sự sáng tác? Bây giờ, hãy xem xét nếu những điều này đúng. Chúng ta có thể tưởng tượng được sự nặng nề và máy móc của thể loại nhạc này. Hãy suy nghĩ về một nền nghệ thuật của thị giác mà thiếu không chỉ màu sắc, mà còn những gam màu nâu đỏ và thậm chí sắc thái xám." Jeffers gọi kĩ thuật của ông là "lăn tròn việc nhấn âm"(" "rolling stresses").
Moore thậm chí tiến xa hơn cả Jeffers, khi tuyên bố một cách cởi mở rằng Thơ của bà được viết trong hình thức âm tiết và hoàn toàn không sử dụng Nhịp. Các dòng thơ âm tiết trong bài thơ "Poetry" nổi tiếng của Moore thể hiện sự coi thường của bà đối với việc sử dụng Nhịp và các hình thức khác trong Thơ ca. Thậm chí cấu trúc âm tiết được sử dụng trong bài Thơ cũng không hoàn toàn cố đinh:
nor is it valid
to discriminate against "business documents and
school-books": all these phenomena are important. One must make a distinction
however: when dragged into prominence by half poets, the result is not poetry
Williams thì cố gắng tạo nên một thể Thơ mà chủ đề của nó tập trung vào cuộc sống của những con người bình thường. Ông nghĩ ra khái niệm "Cước biến hóa". Williams chối bỏ Nhịp thơ truyền thống trong hầu hết các bài thơ của ông, đặc biệt yêu thích những gì mà ông gọi là "Những thành ngữ bình dân". Một nhà thơ khác cũng quay lưng lại với khái niệm Nhịp thơ truyền thống là nhà thơ Anh Gerard Manley Hopkins. Nét mới duy nhất trong Thơ của ông là những gì mà ông gọi là "Nhịp nhảy"(" sprung rhythm"). Ông tuyên bố rằng hầu hết những bài Thơ được viết trong cấu trúc Nhịp truyền thống được kế thừa từ phía vùng Norman của di sản văn học Anh quốc, được dựa trên những nhóm lặp lại của hai hay ba âm tiết, với âm tiết nhấn rớt vào một cùng một chỗ của mỗi nhóm. "Nhịp nhảy" được thiết kế dựa vào "cước" với một số lượng đa dạng các âm tiết, thường là từ một đến bốn âm tiết mỗi cước, với âm nhấn thường rớt vào âm tiết đầu trong một cước.